# Energica Motor Company
Energica Motor Company S.p.A. era un costruttore italiano di  motoveicoli elettrici; il progetto è stato lanciato nel 2010 a Modena, dal CRP Group, un attore internazionale nel campo delle macchine CNC di avanzata tecnologia e stampa 3D con sinterizzazione selettiva laser per fabbricazione additiva; come azienda autonoma è stata fondata ufficialmente nel 2014 con lo scopo di creare motocicli sostenibili ad alte prestazioni. A fine 2024 viene messa in liquidazione.

## Storia
La concezione proviene dalla moto eCRP 1.4, che è stata seconda classificata nelle gare di Campionato Mondiale ed Europeo di moto elettriche.
La squadra eCRP concepì in soli 6 mesi una moto elettrica da corsa ad alte prestazioni beneficiando anche della stretta relazione e consulenza con la società madre CRP Group. I primi prototipi sono stati costruiti usando tecnologie a stampa 3D e F1.
La eCRP 1.0 fu mostrata per la prima volta durante la "Cleaner Racing Conference" a Birmingham il 13 gennaio 2010 dove venne presentata da Lord Paul Drayson, in quel momento Ministro per la Scienza e l'Innovazione britannico, con il sostegno della Motorsport Industry Association.
La eCRP, diversamente da molte altre moto elettriche da corsa del periodo che solitamente erano solo una conversione di una moto a motore tradizionale a combustione interna in veicolo elettrico, è stata specificamente progettata per l'alimentazione al 100% elettrica. Nel 2010 la eCRP 1.2 fece il suo debutto sulla pista di Assen, nella TTXGP EU con alla guida Alessandro Brannetti. Il 2 e 3 ottobre 2010, la eCRP 1.2 gareggiò nel circuito di Brands Hatch e vinse il titolo di Campionessa Europea TTXGP 2010. La squadra salì sul podio della finale mondiale di Albacete, occupando il secondo posto. 
Nel 2011 CRP sviluppò la versione eCRP 1.4. con un telaio in alluminio, forcellone saldato in alluminio e un sistema di sospensioni da gara. Il nuovo modello era anche equipaggiato con un sistema di raccolta dati e sensori con GPS integrato, un nuovo cruscotto da gara, doppio motore a corrente continua e un sistema di raffreddamento integrato.
La eCRP 1.4 gareggiava nelle due nuove classi di TTXGP, Formula 75 e Open Formula GP.
Dopo due anni di gare, la squadra eCRP cominciò a lavorare alla versione da strada: Energica.
Ad ottobre 2024 l'azienda è stata messa in liquidazione.

## Energica Ego - Energica Eva
Nel 2012 CRP ha presentato all'EICMA il prototipo funzionante di Energica e nel 2013 ha inaugurato il primo modello di Ego.
Nell'aprile 2014 Ego45, l'edizione di lusso numerata di Energica Ego, è stata svelata al Top Marques a Monte-Carlo e nel novembre dello stesso anno è nata la Energica Motor Company.
Contemporaneamente, la neonata azienda ha svelato il secondo modello, Energica Eva, affiancato da 3 configurazioni di Energica Ego: bianco perla opaco, nero opaco e Energica Ego45 Carbone.
Nel 2014 Energica Motor Company ha svelato la rete di commercializzazione ufficiale e ha annunciato i primi negozi di Energica negli USA e in Europa..

## Coppa del Mondo di MotoE
Dal 2019 al 2022, Energica è fornitore unico delle motociclette impiegate nelle quattro edizioni della Coppa del mondo di MotoE. Il modello utilizzato è la Energica Ego che monta pneumatici Michelin.
A seguire una tabella riassuntiva dei piloti vincitori durante questo periodoː
| Anno | Vincitore          | Squadra                  | Punti |
| ---- | ------------------ | ------------------------ | ----- |
| 2019 | Matteo Ferrari     | Tentino Gresini MotoE    | 99    |
| 2020 | Jordi Torres       | Pons Racing 40           | 114   |
| 2021 | Jordi Torres       | Pons Racing 40           | 100   |
| 2022 | Dominique Aegerter | Dynavolt Intact GP MotoE | 227   |